# بوب جاكسون
بوب جاكسون (بالإنجليزية: Bob Jackson)‏ (5 يونيو 1934 - ) هو لاعب كرة قدم بريطاني في مركز الدفاع. لعب مع أولدهام أثلتيك ولينكولن سيتي أف سي وWisbech Town F.C. ‏.